# Joints & Jam
Joints & Jam é o primeiro single da carreira musical do grupo Black Eyed Peas, do álbum Behind the Front. A música também é cantada por um cantor de coral, Kim Hill. Um remix desta canção ("That's the Joint") está presente no quinto álbum de estúdio do Black Eyed Peas, The E.N.D. (The Energy Never Dies).

## Faixas
Europa
1. "Joints & Jam" (Clean) - 3:22
2. "Joints & Jam" (LP Version) - 3:37
3. "What It Is" - 3:23
4. "Leave It All Behind" - 4:40

Reino Unido
1. "Joints & Jam" (Clean) - 3:22
2. "Joints & Jam" (LP Version) - 3:37
3. "Joints & Jam" (Instant Flava Mix) - 3:23

América
1. "Joints & Jam" (Billion Mix) - 3:22
2. "Joints & Jam" (The Joint Mix) - 3:37
3. "Joints & Jam" (Instant Flava Mix) - 2:23

## Desempenho nas paradas
| Parada (1998)    | Posição |
| ---------------- | ------- |
| UK Singles Chart | 53      |